# The Dominoes
The Dominoes, auch als Billy Ward & the Dominoes bekannt, waren eine US-amerikanische R&B-Gesangsgruppe, die von Billy Ward nach dem Zweiten Weltkrieg gegründet wurde. Ihr Stil vermischte Gospel und Blues und wies Anfang der 1950er den Weg zum Rock ’n’ Roll.

## Geschichte

Dominoes – Do Something For Me

Billy Ward war ein ausgebildeter Gesangslehrer, der unter seinen Schülern die Mitglieder der Gruppe auswählte: Clyde McPhatter, Charlie White, Joe Lamont und Bill Brown. Die Dominoes gewannen einige Talentwettbewerbe und standen am 14. November 1950 erstmals im Tonstudio. Sie wurden deshalb von dem gerade gegründeten King-Records-Tochterlabel Federal unter Vertrag genommen, für das als erste Single des neuen Plattenlabels überhaupt (Federal # 12001) Do Something for Me / Chicken Blues im Dezember 1950 erschien. Im März 1951 wurde die Single Sixty Minute Man / I Can’t Escape from You  (Federal #12022) veröffentlicht, deren A-Seite starke sexuelle Anspielungen aufwies. Sie entwickelte sich zum ersten Millionenseller des neuen Labels und erreichte die Nr. 1 der Rhythm-&-Blues-Hitparade, auf der sie für 14 Wochen verblieb. Dieser Titel war einer der ersten R&B-Hits, die sich auch in der Pop-Hitparade platzieren konnten, wo die Single Platz 23 erreichte und vier Wochen in den Charts notiert wurde.
1951 verließen White und Brown die Gruppe und wurden durch James Van Loan und David McNeil ersetzt. Im April 1952 hatten die Dominoes mit Have Mercy Baby eine weitere Nummer 1.
1953 sprang McPhatter ab und gründete die Drifters. Ward engagierte Jackie Wilson als neuen Führungssänger. Es folgten weitere Umbesetzungen, und die Gruppe wechselte zunächst mehrfach zwischen Federal Records und dessen Mutterlabel King Records, bis sie dann im Juni 1956 Decca Records als letzte Plattenfirma auswählte. Der letzte Hit der Dominoes war aber bereits im April 1957 bei Liberty Records erschienen; der Klassiker Stardust erreichte die Nr. 5 der R-&-B-Charts und war mit einem Rang 12 der Pop-Hitparade der beste Crossover-Hit der Dominoes. Hier sang jedoch schon nicht mehr Jackie Wilson, sondern Eugene Mumford als Ersatz, denn Wilson hatte die Gruppe bereits 1956 zu Gunsten einer Solokarriere verlassen. Anschließend schlug sich die Gruppe noch bis 1965 ohne größeren Erfolg durch.

## Diskografie (Singles)
| Jahr | Titel Album                            | Höchstplatzierung, Gesamtwochen, AuszeichnungChartplatzierungen (Jahr, Titel, Album, Platzierungen, Wochen, Auszeichnungen, Anmerkungen, Label) | Höchstplatzierung, Gesamtwochen, AuszeichnungChartplatzierungen (Jahr, Titel, Album, Platzierungen, Wochen, Auszeichnungen, Anmerkungen, Label) | Höchstplatzierung, Gesamtwochen, AuszeichnungChartplatzierungen (Jahr, Titel, Album, Platzierungen, Wochen, Auszeichnungen, Anmerkungen, Label) | Anmerkungen | Label                                                               |
| Jahr | Titel Album                            | UK | US | R&B | Anmerkungen | Label                                                               |
| ---- | -------------------------------------- | --- | --- | --- | --- | ------------------------------------------------------------------- |
| 1950 | Do Something for Me                    | — | — | R&B6 (10 Wo.)R&B | Erstveröffentlichung: Dezember 1950 Autoren: Billy Ward, Rose Marks | Federal (#12001) B-Seite: Chicken Blues                             |
| 1951 | Sixty Minute Man                       | — | US17 (9 Wo.)US | R&B1 (30 Wo.)R&B | Leadsänger: Billy Brown; 14 Wochen auf Platz 1 der Best-Seller-Charts Erstveröffentlichung: März 1951 Autoren: Billy Ward, Rose Marks                                                 | Federal (#12022) B-Seite: I Can’t Escape from You                   |
| 1951 | I Am with You                          | — | — | R&B8 (1 Wo.)R&B | Erstveröffentlichung: Juli 1951 Autoren: Billy Ward, Rose Marks | Federal (#12039) B-Seite: Weeping Willow Blues                      |
| 1952 | That’s What You’re Doing to Me         | — | — | R&B7 (5 Wo.)R&B | Erstveröffentlichung: Februar 1952 Autoren: Billy Ward, Rose Marks | Federal (#12059) B-Seite: When the Swallows Come Back to Capistrano |
| 1952 | Have Mercy Baby                        | — | — | R&B1 (20 Wo.)R&B | 10 Wochen auf Platz 1 der Jukebox-Charts Erstveröffentlichung: April 1952 Autoren: Billy Ward, Rose Marks                                                                             | Federal (#12068) B-Seite: Deep Sea Blues                            |
| 1952 | I’d Be Satisfied                       | — | — | R&B8 (9 Wo.)R&B | ab hier alle Veröffentlichungen als Billy Ward and His Dominoes Erstveröffentlichung: Oktober 1952 Autoren: Billy Ward, Rose Marks                                                    | Federal (#12105) B-Seite: No Room                                   |
| 1952 | The Bells                              | — | — | R&B3 (7 Wo.)R&B | Erstveröffentlichung: Dezember 1952 Autoren: Billy Ward, Rose Marks | Federal (#12114)                                                    |
| 1952 | Pedal Pushin’ Papa                     | — | — | R&B4 (2 Wo.)R&B | Leadsänger: David McNeil Autoren: Billy Ward, Rose Marks | Federal (#12114)                                                    |
| 1953 | These Foolish Things Remind Me of Love | — | — | R&B5 (7 Wo.)R&B | Erstveröffentlichung: April 1953 Autoren: Jack Strachey, Eric Maschwitz | Federal (#12129) B-Seite: Don’t Leave Me This Way                   |
| 1953 | You Can’t Keep a Good Man Down         | — | — | R&B8 (3 Wo.)R&B | Leadsänger: Jackie Wilson Erstveröffentlichung: Juli 1953 Autoren: Billy Ward, Rose Marks                                                                                             | Federal (#12139) B-Seite: Where Now Little Heart                    |
| 1953 | Rags to Riches                         | — | — | R&B2 (9 Wo.)R&B | Leadsänger: Jackie Wilson Erstveröffentlichung: Oktober 1953 Autoren: Richard Adler, Jerry Ross; im selben Jahr ein Nummer-1-Pophit für Tony Bennett                                  | King (#1280) B-Seite: Don’t Thank Me                                |
| 1956 | St. Therese of the Roses               | — | US13 (15 Wo.)US | — | Leadsänger: Jackie Wilson Erstveröffentlichung: Juni 1956 Autoren: Remus Harris, Arthur Strauss                                                                                       | Decca (#29933) B-Seite: Home Is Where You Hang Your Heart           |
| 1957 | Stardust                               | UK13 (12 Wo.)UK | US12 (24 Wo.)US | R&B5 (10 Wo.)R&B | Leadsänger: Eugene Mumford Erstveröffentlichung: April 1957 Autoren: Hoagy Carmichael, Mitchell Parish; zuvor ein Hit für Isham Jones (1931), Benny Goodman (1936), Artie Shaw (1941) | Liberty (#55071) B-Seite: Lucinda                                   |
| 1957 | Deep Purple                            | UK30 (1 Wo.)UK | US20 (12 Wo.)US | — | Leadsänger: Eugene Mumford Erstveröffentlichung: August 1957 Autoren: Peter DeRose, Mitchell Parish; 1939 ein Hit für Larry Clinton                                                   | Liberty (#55099) B-Seite: Do It Again                               |
| 1958 | Jennie Lee                             | — | US55 (5 Wo.)US | — | Erstveröffentlichung: April 1958 Original/Autoren: Arnie Ginsburg, Jan Berry (1958 ein Top-10-Hit als Jan & Arnie)                                                                    | Liberty (#55136) B-Seite: Music, Maestro, Please                    |

grau schraffiert: keine Chartdaten aus diesem Jahr verfügbar
Weitere Singles
FEDERAL:
- 12010: No! Says My Heart / Harbor Lights, Januar 1951
- 12016: The Deacon Moves In / [Little Esther: Other Lips, Other Arms], Februar 1951
- 12036: Heart to Heart / [Little Esther: Lookin’ for a Man], Juli 1951
- 12072: That’s What You’re Doing to Me / Love, Love, Love; Mai 1952
- 12106: I’m Lonely / Yours Forever, Oktober 1952

KING:
- 1281: Ringing in a Brand New Year / Christmas in Heaven, November 1953

FEDERAL:
- 12162: My Baby’s 3-D / Until the Real Thing Comes Along, Dezember 1953
- 12178: Tootsie Roll / I’m Gonna Move to the Outskirts of Town, April 1954

KING:
- 1342: Tenderly / A Little Lie, April 1954

FEDERAL:
- 12184: Handwriting on the Wall / One Moment with You, Mai 1954

KING:
- 1364: Lonesome Road / Three Coins in the Fountain, Juni 1954
- 1368: Little Things Mean a Lot / I Really Don’t Want to Know, Juni 1954

FEDERAL:
- 12193: Above Jacob’s Ladder / Little Black Train, August 1954

JUBILEE:
- 5163: Gimme Gimme Gimme / Come to Me Baby, Oktober 1954

FEDERAL:
- 12209: Can’t Do Sixty No More / If I Never Get to Heaven, Februar 1955
- 12218: Cave Man / Love Me Now or Let Me Go, April 1955

JUBILEE:
- 5213: Sweethearts on Parade / Take Me Back to Heaven, Juli 1955

KING:
- 1492: Learnin’ the Blues / May I Never Love Again, Juli 1955
- 1502: Give Me You / Over the Rainbow, August 1955

FEDERAL:
- 12263: Bobby Sox Baby / How Long, How Long Blues, April 1956
- 12301: One Moment with You / St. Louis Blues, Juli 1957
- 12308: Love, Love, Love / Have Mercy Baby, Juli 1957

DECCA:
- 30043: Will You Remember / Come On, Snake, Let’s Crawl, Oktober 1956
- 30149: Half a Love / Evermore, Dezember 1956
- 30199: Rock Plymouth Rock / Til Kingdom Come, März 1957
- 30420: I Don’t Stand a Ghost of a Chance / To Each His Own, August 1957
- 30514: When the Saints Go Marching In / September Song, Dezember 1957

LIBERTY:
- 55111: My Proudest Possession / Someone Greater Than I, Oktober 1957
- 55126: Sweeter As as the Years Go By / Solitude, Februar 1958
- 55181: Please Don’t Say No / Behave Hula Girl, April 1959